# Rete Genitori Rainbow
Rete Genitori Rainbow (nota anche come Genitori Rainbow o RGR) è un'associazione di volontariato italiana, iscritta all'Albo del Volontariato della Regione Toscana. Fondata nel 2011 è l'unica associazione nazionale che si occupa specificamente di iniziative a supporto dei genitori LGBT (lesbiche, gay, bisessuali e transessuali/transgender) con figli e figlie avuti da precedenti relazioni eterosessuali e delle loro reti di affetti.
L'associazione si rivolge ai centomila madri e padri omosessuali e transessuali che la ricerca "Modi.di" realizzata nel 2005, ha stimato vivano in Italia.

## Attività dell'associazione
L'associazione opera a livello nazionale attraverso gruppi di Auto Mutuo Aiuto ("gruppi AMA"), di condivisione, consulenza legale e psicologica, oltre a iniziative culturali e formative. I gruppi sono attivi nelle città di Milano, Padova, Torino, Modena, Firenze, Livorno, Roma. Rete Genitori Rainbow ha attivato una Linea telefonica di ascolto e servizi web.
È attiva nella promozione di iniziative politiche, sociali, formative e culturali sulle tematiche relative ai genitori LGBT e alla loro rete familiare, per il superamento di ogni forma di pregiudizio e discriminazione fondati sull' orientamento sessuale e sull' identità di genere.
A livello internazionale, l'associazione è membro di ILGA (International Lesbian, Gay, Bisexual, Trans and Intersex Association), di MenCare - A Global Fatherhood Campaign e, sin dalla sua fondazione, di NELFA(Network of European LGBT Families Associations).
Organizza annualmente eventi per la celebrazione dell'IFED (International Family Equality Day)

.
È accreditata presso l'UNAR (Ufficio anti discriminazioni razziali del Dipartimento per le Pari Opportunità della Presidenza del Consiglio dei Ministri), ha partecipato alla definizione della Strategia Nazionale LGBT e fa parte dell'Osservatorio Nazionale sulla Famiglia.
In occasione della Giornata internazionale contro l'omofobia, la bifobia e la transfobia 2014 Rete Genitori Rainbow è stata chiamata al Ministero degli Affari Esteri per tenere una relazione alla Conferenza “Le persone LGBTI nella realtà odierna”
.
Nel 2018 ha fondato insieme ad altre associazioni il Coordinamento Laicità Scuola Salute  per promuovere l'educazione sessuale e all'affettività nelle scuole, nella lotta all'omofobia, il bullismo e la violenza di genere .
Ha promosso nel 2012 il primo convegno italiano sul tema della transgenitorialità in collaborazione con l'associazione Genovagaya Le Ninfe nell'ambito dell'iniziativa Trans-November

.
Ha organizzato nel 2013 il Convegno “Le famiglie con genitori omosessuali e transessuali, fra difficoltà individuali e sociali” in collaborazione con la Consulta cittadina del Comune di Firenze
.
Nel 2014, nell'ambito della prima Rome Rainbow Week organizzata dal Comune di Roma, ha organizzato il Convegno “Genitorialità omosessuale con figli da relazioni etero: genitori invisibili, tra difficoltà sociali ed evoluzione personale”
. Nel 2016 ha collaborato nella realizzazione della ricerca #Contiamoci!, il primo censimento delle famiglie LGBTQI che vivono in Italia. Ha promosso nel 2017 un convegno sulla figura del genitore sociale dal titolo “La fidanzata di mamma, il fidanzato di papà: responsabilità genitoriale nelle famiglie omoricomposte." .
Eroga corsi di formazione sui temi dell'omofobia e della omo/transgenitorialità indirizzati al personale della Pubblica Amministrazione, volontari, docenti e studenti delle scuole medie e superiori.
L'associazione, sin dalla sua fondazione, ha partecipato attivamente ai Coordinamenti dei Pride in diverse città e regioni tra cui Torino, Roma, Toscana, Milano e Vicenza.